# Stazione di Bevera
Stazione di Bevera vasútállomás Olaszországban, Ventimiglia településen.

## Vasútvonalak
Az állomást az alábbi vasútvonalak érintik:
- Cuneo-Limone-Ventimiglia-vasútvonal

## Kapcsolódó állomások
A vasútállomáshoz az alábbi állomások vannak a legközelebb:
- Stazione di Airole
- Stazione di Ventimiglia